# Красногвардейский сельсовет (Оренбургская область)
Красногвардейский сельсовет — муниципальное образование в Бузулукском районе Оренбургской области.
Административный центр — посёлок Красногвардеец.

## Административное устройство
В состав сельского поселения входят 5 населённых пункта:
- посёлок Красногвардеец,
- посёлок Кировский,
- посёлок Обухово,
- посёлок Присамарский,
- разъезд Красногвардеец.

## Достопримечательности
- Ботанический памятник природы «Никифоровские реликтовые сосны».
- Памятник воинам-красногвардейцам.
- Памятник воинам-землякам, погибшим в годы Великой Отечественной войны.
- Мемориальная доска Горбунову Олегу Владимировичу.
- Мемориальная доска Герою России Марченко Антону Александровичу.